# قاي مارتن
قاي مارتن (بالإنجليزية: Guy Martin)‏ مواليد 4 نوفمبر 1981 في لنكولنشاير، إنجلترا، هو متسابق دراجات نارية إنجليزي. نافس في كأس جزيرة مان السياحية حيث بدأ المنافسة فيها سنة 2004. وهو أيضا ينافس في سباقات الدراجات الجبلية.